# Bordtennis under sommer-OL 2016 – Single herrer
Herrernes singleturnering i bordtennis under sommer-OL 2016 fandt sted 6. - 11. august og blev afviklet i den tredje pavillon i Riocentro.

## Format
Turneringen var sat op som en elimineringsturnering med 64 spillere. Men reglerne foreskrev, at der kunne være kvalificeret op til 70 spillere, hvorfor det var nødvendigt, at der skulle spilles nogle få indledende kampe for at få antallet af spillere ned. Herefter var der 7 elimineringsrunder før den olympiske mester var fundet. Den eneste undtagelse for elimineringsprincippet var, at taberne af semifinalerne mødtes i kampen om bronzemedaljen. 
Turneringen omfattede også seedning af de 32 bedste spillere, der var delt op i to grupper af 16 spillere. Spillerne seedet mellem 17 – 32 var oversiddere i første runde mens de 16 øverste seedede var oversiddere i de to første runder. 
Seedning og lodtrækning fandt sted 3. august 2016 baseret på verdensranglisten pr. 1. august 2016. 
Hver kamp blev spillet bedst af syv sæt med første spiller, der opnåede 11 points som vinder af sættet. 